# Rákoskert
Rákoskert Budapest főváros legkeletibb és egyben a központtól legtávolabb eső városrésze a XVII. kerületben.

## Fekvése
Rákoskeresztúr központja, Rákoscsaba, Rákoshegy és Ecser között fekszik, a Pesti úttól (a 31-es főút városon belüli szakaszától) délre; hozzá tartozik a Strázsahegyként ismert terület is.
A főváros legkeletibb és egyben a központtól legtávolabb elhelyezkedő városrésze; a Clark Ádám téri „0” kilométerkőtől mintegy 23-24 kilométerre fekszik közúton, vagyis nagyjából akkora távolságra, mint Szentendre, Vecsés, vagy Tököl központja; messzebb, mint Érd, Biatorbágy, Szigetszentmiklós, Gyál vagy Dunakeszi.
Noha földrajzi értelemben a Pesti-hordalékkúpsíkságon fekszik, területe a kerület többi részéhez hasonlatosan dombvidéki jellegű; egy 1989-es katonai térkép szerint legalacsonyabb (a rákoskerti vasúti megálló közelében: 169 méter) és legmagasabb pontja, az Erdő-hegy (ami egyúttal a Pesti-síkság legmagasabb pontja: 241 méter) között valamivel több, mint 72 és fél méter a szintkülönbség. Ebből kifolyólag a városrész jellege hasonlatos a belbudai kerületekéhez; szinte mindegyik utca lejt valamelyik irányba, némelyikük pedig kifejezetten meredeknek nevezhető, az átlagos tengerszint feletti magasság pedig (a méréshez alapul vett pontoktól függően) valahol 205-210 méter környékén van.

## Története
A terület, amelyen a mai Rákoskert fekszik, Rákoscsabához tartozott valószínűleg az Árpád-kortól kezdődően, mióta csak Rákoscsabát számontartjuk. Rákoscsaba nevének említése először egy 1067-ben kelt oklevélben történik, mint Chaba Racusa (Csabarákosa). Abban az időszakban adományozta Géza herceg az Aba nemzetséghez tartozó Péter ispánnak, aki továbbadta a százdi monostornak. További tulajdonosai, földesurai voltak 1312-től majdnem a török hódoltság végéig a Széchyek, közben 1535-től három évig Werbőczy István is birtokolta a falut. A törökök elleni felszabadító harcokban, annyi más magyar település sorsában osztozva Rákoscsaba is elnéptelenedett. A felszabadító harcok után rövid időre Vorster Kristóf osztrák hadbiztos uralta a községet, majd 1715-től a Laffert bárói családé lett a falu. A község lakosai túlnyomó részben magyarok voltak, bár Mária Terézia uralkodása alatt a XVIII. században néhány szlovák és német család is betelepült. Tevékenységük a mezőgazdálkodás volt, amelynek művelési területe magában foglalta a Kecskeharaszt és Üllői úti dűlőkön lévő azon földeket is, amelyeken a mai Rákoskert terül el.
A terület tulajdonosa, Schell báróné dr. Füredi Ferenc, a család ügyvédjének tanácsára, hogy a férje adósságait rendezze és a megélhetését is valamelyest a rangjához méltó módon biztosítsa a húszas-harmincas évek fordulóján elhatározta, hogy a mai Rákoskert helyén fekvő birtokot felparcellázza és a kialakított házhelyeket eladja. 1931 januárjában már készen voltak a tervek, megnyílt a Kucorgó csárda egyik bérelt helyiségében a parcellázási iroda. Rákoscsaba képviselő testülete 1933. február 19-én hagyta jóvá báró Schell Gyuláné terveit, így ezt a napot tekintik Rákoskert alapításának.

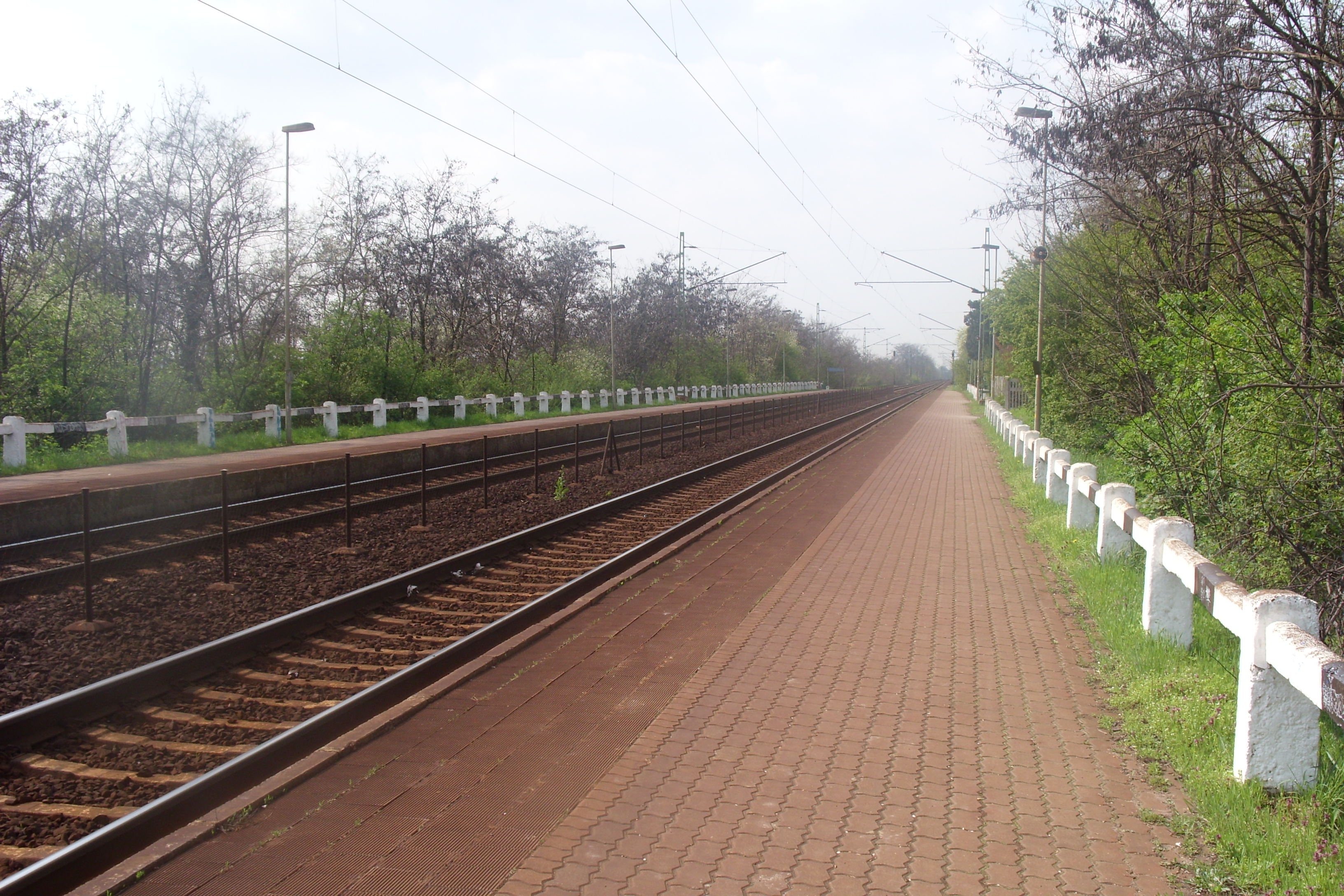
Rákoskert megállóhely

A vasúti állomás helyére is Füredi Ferenc tett javaslatot, ahol megépülése után, 1933. május 15-től, ha feltételesen is de megállt a vonat. (Ez azt jelentette, hogy felszálláskor, vagy egy megállóval előbb szólni kellett a kalauznak, ha valaki Rákoskerten akart leszállni, illetve csak akkor állt meg a vonat, ha volt felszálló) 1937-ben került be a rendes menetrendbe.
Mivel Rákoscsabát (melyhez Rákoskert akkoriban közigazgatásilag tartozott) számos más településsel együtt 1950. január 1-jével Budapesthez csatolták, Rákoskert is a főváros része lett, így önálló település sosem volt.
Az évek során a helyi vasútállomás épülete fokozatosan leromlott, majd be is zárták, mígnem 1995-ben a helyiek alapítványt hoztak létre, melynek segítségével 1997-1998-ban kívül-belül felújították a hangulatos kis épületet, mely ma vonatváró helyiségként funkcionál, illetve működik benne egy elsősorban a kerékpáros turistákat kiszolgáló turisztikai információs centrum.
2008. június 8-án Rákosmente önkormányzata a Rákoskerti Polgári Körrel közösen a vasútállomástól nem messze egy kis emlékparkot adott át, amiben egy nagyjából fél méter magas márvány kőtömb állít emléket az alapítás 75. évfordulójának.

## Oktatás
- Kossuth Lajos Általános Iskola
- Zrínyi Miklós Általános Iskola
- Rákosmenti Százszorszép Óvoda

## Média
Az egész Rákosmentét lefedő helyi (pl. Hírhozó, Rádió 17 stb.), illetve budapesti rádiók és kiadványok (pl. Budapesti Piac) mellett létezik kifejezetten helyi állandó újság, a Kerti Levél, illetve (jellemzően választásokkor) időszakos kiadványok is.

## Látnivalók
Vidadomb(vagy Vida-domb): a domb tetetjéről (201 méter) szép panoráma nyílik a védett Merzse-mocsár és a Ferihegyi repülőtér területére. A dombon rendszeresen rendeznek koncerteket, mulatságokat, ünnepségeket, helyi fesztiválokat.